# Município de Brush Creek (condado de Adams, Ohio)
O município de Brush Creek (em inglês: Brush Creek Township) é um local localizado no condado de Adams no estado estadounidense de Ohio. No ano 2010 tinha uma população de 1236 habitantes e uma densidade populacional de 11,5 pessoas por km².

## Geografia
O município de Brush Creek encontra-se localizado nas coordenadas 38° 47′ 13″ N, 83° 25′ 00″ O. Segundo a Departamento do Censo dos Estados Unidos, o município tem uma superfície total de 107.47 km², da qual 107,43 km² correspondem a terra firme e (0,04 %) 0,04 km² é água.

## Demografia
Segundo o censo de 2010, tinha 1236 pessoas residindo no município de Brush Creek. A densidade de população era de 11,5 hab./km².